# Florian Wiegele
Florian Wiegele (* 21. března 2001, Štýrský Hradec) je rakouský fotbalový brankář hrající za FC Viktorii Plzeň.

## Klubová kariéra
S fotbalem Wiegele začínal v rodném Štýrském Hradci v místním SV Strassgang, přičemž v říjnu 2007 přestoupil do mládeže SK Sturmu Graz, v jehož akademii trénoval od sezóny 2014/15. Od sezóny 2017/18 byl v širším kádru záložního mužstva, za něž ovšem nikdo nenastoupil.
V sezóně 2019/20 Wiegele přestoupil do čtvrtoligového SV Lebring, za který nastoupil do 47 utkání zemské ligy. V sezóně 2022/23 Wiegele přestoupil do třetiligového FC Gleisdorf 09, za nějž nastoupil do 24 utkání regionální ligy.
V sezóně 2023/24 Wiegele přestoupil do druholigového DSV Leoben. Jakožto druhý gólman za Žanem Pelkem zasáhl pouze v utkání rakouského poháru (ÖFB-Cup). Svůj debut ve 2. lize si odbyl v listopadu 2023 ve 13. kole proti Schwarz-Weiß Bregenz, v součtu za tento celek nasbíral 12 startů. Pro další sezónu (2024/25) byla Leobenu odebrána licence pro účast v 2. lize.
Na sezónu 2024/25 Wiegele přestoupil do prvoligové Viktorie Plzeň, kde podepsal smlouvu do roku 2027. Do zimní přestávky ovšem nezasáhl do jediného zápasu, a tak přešel v lednu 2025 na hostování do prvoligového Grazer AK, za nějž nastoupil do 15 ligových utkání.
Po zranění Martina Jedličky v zápase 2. kola ligové sezóny 2025/26 proti Jablonci za něj Wiegele nastoupil do svého prvního ostrého zápasu. Následně přispěl k postupu Viktorie v odvetě 2. předkola Ligy mistrů proti Servette Ženevě.

## Reprezentační kariéra
Wiegele odehrál první zápas v mládežnické reprezentaci (U15) v únoru 2016, za níž sehrál 6 utkání. V juniorské reprezentaci (U19) debutoval proti Slovinsku v březnu 2020.